# آتشگاه قصران
آتشگاه قصران Ghasran Fire Temple در استان تهران، شهرستان شمیرانات، بخش رودبار قصران مرز مشترک آهار و شهرستانک، واقع در روستای آهار قرار دارد.
استودان زرتشتی بر روی یکی از ارتفاعات کوه توچال به نام کوه آهاربشم که ارتفاع آن از سطح دریا حدود ۳۲۱۰ متر است احداث شده‌است.
طول جغرافیایی آن ۵۱ درجه ۲۴ دقیقه و عرض جغرافیایی آن ۳۵ درجه و ۵۷ دقیقه و سی ثانیه است. آتشگاه از قله توچال کمتر از ده کیلومتر فاصله دارد و با چشم غیر مسلح به راحتی از توچال دیده می‌شود.

## وجه تسمیه
آتشگاه قصران که در قصران واقع است مرکز دینی و آیینی ایرانیان زرتشتی مقیم قصران در پیش از اسلام و تا دوره‌هایی در بعد از اسلام بوده‌است.
- - ری و تهران‌شناس معاصر مرحوم دکتر حسین کریمان در کتاب قصران خود، قصر یا قصران را معرب کوه سران و کوه سر به معنی ناحیه کوه می‌داند و چندین دلیل جهت این استدلال بیان می‌نماید:
- ۱. این صورت مناسب‌ترین صورتی است که وضع کوهستانی بودن محل را نشان می‌دهد.
- ۲. در ناحیه ری و طبرستان نام‌های مناسب با وضع اماکنی که مانند کوه سر با پسوند سر ترکیب یافته باشد؛ بسیار است. مانند رودسر، سنگسر، گچسر، دربند سر، بابلسر، رامسر، لوسر، کندسر، لپه سر و…
- ۳. در صدر اسلام پیش از رواج یافتن نام قصران ذکر این محل به‌صورت کوهستان ری بوده.
- ۴. به‌جز قصران ری در بلاد دیگر نیز هر جا که محلی بدین نام داشته آن محل کوهستانی بوده‌است. مانند قصران کوهی است در سرزمین سند. (ذکریای قزوینی)
- ۵. لفظ خارج و داخل در قصران خود دلیل آن است قصران داخل در داخل کوهستان و قصران خارج در خارج کوهستان است و اگر چنین نباشد داخل و خارج مفهومی ندارد.

## مشخصات
آتشگاه در اصل دو طبقه بود، در پهنه‌ای به مساحت تقریبی ۱۱۰ متر ساخته شده. در نزدیکی آتشگاه سه آبادی وجود داشته و زندگی آن‌ها از راه پذیرایی زائران آتشگاه می‌گذشته و پس از خاموش شدن آتشگاه به تدریج محل خود را ترک گفتند و به دیه آهار مهاجرت کردند. آن سه آبادی که گویششان اکنون با گویش مردم آهار به هم درآمیخته است عبارتند از: شکراب، ده تنگه و لونک.
نکته: شکراب را به روزگار باستان ارنگیز و ارنگیزان (یعنی ارنگهٔ کوچک) می‌نامیدند و نام مذهبی زرتشتی این آبادی به عهد پیش از اسلام آدریان و به لهجهٔ محلی اودریون بوده‌است.

## افسانه محلی
دختر و پسر جوانی در روزگاران پیشین سخت عاشق یکدیگر بوده‌اند و با هم سر به کوه گذاشته‌اند و بدان نقطه رفتند و با شیر آهوان و سنگ و خاک کوه آن بنا را در آن نقطه دور از مردم جهت خویش بساختند و سال‌ها با عشق آتشین با دو ایزد ناهید و مهر که دو فرشتهٔ مؤنث و مذکر زرتشتی بوده‌اند زندگی کردند.

## مسیرهای دسترسی
آتشگاه در شمال راه مالرو آهار به شهرستانک در ارتفاعی به فاصله ی۳۲۰ متری از گردنه آهاربشم واقع است و به سبب صخرهای شنی، کوه و شیب تند آن این فاصلهٔ کم را پیاده در مدت یک ساعت به زحمت می‌توان پیمود. آتشگاه را به خط مستقیم ازسوی مشرق از ده آهار شش کیلومتر و نیم فاصله است که مسافت آن از راه مالرو و به سبب پیچ و خمهای کوهستان قریب دو کیلومتر بر ارقام مذکور افزوده است.